# Bernd Eichwurzel
Bernd Eichwurzel, född den 25 oktober 1964 i Oranienburg i Tyskland, är en östtysk roddare.
Han tog OS-guld i fyra med styrman i samband med de olympiska roddtävlingarna 1988 i Seoul.